# María de Navas
María de Navas (Milán, 1666-Madrid, 5 de marzo de 1721), también conocida como "La Milanesa", fue una actriz y autora (o empresaria teatral) que desarrolló toda su carrera teatral en España en el último cuarto del siglo XVII y el inicio del siglo XVIII. Su genio y agitada actividad profesional dieron lugar a una falsa autobiografía en forma de libelo donde, en palabras de Lola González, "con la excusa de defenderla se la ataca como mujer y actriz" (Lola González, 2008, 151).

## Biografía
Nacida en el Milán de 1666, María, una más de las llamadas en el siglo XVII "hijas de la comedia", creció en una pequeña familia de actores aprendiendo el oficio bajo la dirección de su propio padre, Alonso de Navas. Comenzó como sobresaliente en la compañía de la legua a la que pertenecían sus padres cuando en abril de 1678, procedentes de Milán, llegaron a Barcelona. Ese mismo año, María y  su padre entraron en la compañía de José Verdugo, con el que trabajan en la temporada 1679-1680, en Valencia, Alonso de Navas como segundas barbas y María en papeles de cuartas o quintas damas. La joven había iniciado su vida en el escenario en Madrid, con apenas doce años, en la compañía de Agustín Manuel de Castilla y antes de desplazarse a Valencia. Teniendo en cuenta las noticias conservadas en torno a la actriz, María de Navas se desvinculó de la relación con su padre muy pronto. Al igual que hicieron muchas actriz en la época, María de Navas ejerció la actividad teatral por cuenta propia, sin  dependencia masculina de padre, hermano e incluso marido.   

### Vida privada
A lo largo de su carrera María de Navas se casó tres veces, si ha de contarse el primer matrimonio que pronto fue anulado al descubrir que el novio antes de histrión había sido fraile. Contrajo segundas nupcias con el actor Francisco Moreno, que perteneció a la Cofradía de Nuestra Señora de la Novena. El matrimonio del que más documentación se ha encontrado fue el tercero, con el apuntador Ventura de Castro, al que pudo conocer cuando coincidieron en las compañías de importantes empresarios teatrales del siglo XVII, Rosendo López de Estrada (1686) y Agustín Manuel de Castilla (1688). Aunque la relación fue intermitente y en 1707 María de Navas aún aparece como mujer de Ventura de Castro, lo cierto es que en 1700 ya se habían separado, dato que se conoce porque ese año la actriz dejó el teatro para entrar en un convento, en Madrid (aunque se exclaustraría a los pocos meses).

### Retorno a la escena. Empresaria teatral
Regresó a la farándula como empresaria teatral de una compañía que en 1702 componían un músico, un apuntador, un gracioso, un segundo barba, un guardarropa, una segunda dama, una tercera dama, una cuarta dama, y una quinta dama; elenco que en aquel tiempo venía a ser el reparto ideal de una compañía activa. Pero su condición de mujer no le permitiría ejercer con continuidad su faceta de autora-empresaria.
En la segunda quincena de agosto de 1702, María de Navas actuó en Morella con motivo de las fiestas del sexenio. En 1704, de nuevo en Valencia, coincidió con uno de sus dos hermanos —también autor teatral—, pero trabajando cada cual en su compañía. El 1 de abril de 1704, requerida para actuar en Madrid por Felipe V, María de Navas tuvo que disolver su grupo teatral.

## Mujeres vestidas de hombre
Enumera Casiano Pellicer en su Tratado histórico sobre el origen y progreso de la comedia y del histrionismo en España los nombres de algunas destacadas comediantas muy populares haciendo papeles masculinos, así por ejemplo: Francisca Baltasara o «La Baltasara», Bárbara Coronel, Jusepa Vaca, Micaela Fernández, Francisca Vallejo, Ana Muñoz, Juana de Villalba, y la propia María de Navas. La doctora Lola González añade los nombres de María de Córdoba («Amarilis»), María Quiñones, Manuela Escamilla, María Álvarez de Toledo «la Perendenga», Francisca Bezón «la Bezona», Isabel de Castro, Fabiana Laura, Eufrasia María Reina, Andrea de Salazar, Serafina Manuela, Antonia Manuela Sevillano y Margarita Zuazo, entre otras.
En el documento de 1587 en el que se autoriza la presencia de actrices en los escenarios, esta presencia está limitada a dos condiciones: la primera de ellas obligaba a las actrices casadas que fueran acompañadas por sus cónyuges; la segunda condición imponía a todas las actrices que representasen siempre en hábito de mujer.
Así pues, en las compañías de comedias, las mujeres ejercían el papel de actrices en la triple modalidad de recitado, canto y baile, aunque también asumieron la función de "actores". Ejemplo de ello lo encontramos en la actriz Francisca Baltasara que tuvo éxito vestida de hombre, montando a caballo. En la representación de una comedia de Pedro Calderón de la Barca, la actriz Manuela de Escamilla hace el papel de bobo, se viste de hombre y actúa en el fin de fiesta. Por otra parte, María de Navas usó traje varonil para desempeñar el papel de actor que tuvo gran éxito. Es decir, vistió el traje varonil para representar galanes.  

### Fama y libelo
María de Navas, como muchas cómicas de su época, tuvo que hacer frente a diversos escándalos. Los documentos, la mayoría tendenciosos libelos, mencionan entre los más sonados, el altercado amoroso que estando actuando en Valencia le valió el destierro, teniendo que ir a refugiarse en Cádiz (donde según las malas lenguas tuvo un asunto fuerte con "Florisel", arpista de la compañía en la que trabajaba.
Más grave fue el ocurrido en Madrid y estando actuando en papeles de primeras damas en la compañía de Agustín Manuel de Castilla. Sin que mediara aviso alguno, María huyó de la Villa el 7 de noviembre de 1694, por razones que el libelo dedicado a su vida y trabajo no especifica pero que deja caer como muy poderosas. Esa estampida le impidió cumplir con sus contratos en los corrales de Madrid durante dos temporadas teatrales (entre los años 1691 a 1694).
Aunque la Cofradía de Nuestra Señora de la Novena, a la que estaban ligados toda la gente de teatro del Madrid de la época, no recoge el dato, los estudios sobre María de Navas ofrecen como fecha de su muerte el 5 de marzo de 1721, aproximadamente a los 45 años de edad.